# Superpolițistul
Superpolițistul (în italiană Poliziotto superpiù, în engleză Super Fuzz) este un film de comedie italiano-american din 1980, regizat de Sergio Corbucci. Personajul principal este Dave Speed, un ofițer de poliție din Miami care capătă puteri supranaturale în urma expunerii la o explozie a unei bombe nucleare. Rolurile principale sunt interpretate de Terence Hill și Ernest Borgnine.

## Rezumat
Povestea începe cu o secvență în care eroul, polițistul Dave Speed (Terence Hill), condamnat la moarte pentru presupusa ucidere a colegului său, Willy Dunlop (Ernest Borgnine), se pregătește să se supună celei de-a patra încercări de execuție. Acesta a supraviețuit camerei de gazare, spânzurătorii și plutonului de execuție. În timp ce se îndreaptă spre scaunul electric, polițistul își amintește de începutul poveștii.
La începutul carierei sale în poliție, Dave Speed a primit ca primă misiune să distribuie o amendă de parcare într-un sat indian din Everglades. Fără ca polițistul să știe, satul era în același timp ținta unui experiment top secret al NASA și fusese evacuat. Agentul este apoi bombardat cu radiații rezultate din explozia unei rachete nucleare încărcate cu plutoniu roșu. Dave Speed supraviețuiește și capătă puteri supranaturale: rezistență extraordinară, viteza incredibilă, vedere prin pereți, levitație, superreflexe, telekinezie, precogniție, hipnotism și capacitatea de a supraviețui de la o cădere printr-o fereastră aflată la etajul 23 al unei clădiri. În timp ce el reușește să dejoace planurile răufăcătorilor și să realizeze intervenții extraordinare, coechipierul său, sergentul Dunlop nu reușește să înțeleagă și să accepte faptul că Dave are puteri supranaturale. Acest lucru îi cauzează o problemă lui Dave Speed, care dorește să o seducă pe nepoata colegului său, frumoasa Evelyn (Julie Gordon). Polițistul își dă seama că el își pierde frecvent puterile în mod inexplicabil. În timp ce eroul încearcă să-l oprească pe gangsterul Tony Torpedo (Marc Lawrence) și pe acoliții săi să fabrice bani falși, el descoperă că puterile sale dispar atunci când acesta vede un obiect roșu.
După explicația lui Dave Speed: "explozia gazelor a eliberat o lumină roșie foarte puternică care i-a dat puterile, dar aceeași culoare roșie îi anulează aceste puteri de fiecare dată când el o privește. Două forțe egale și de sens contrar nu mai produc efect".
Cei doi coechipieri iau cu asalt vaporul Barracuda, care-i aparținea lui Torpedo și unde bănuiau că se află presa la care se confecționau banii falși. Sergentul Dunlop a fost atacat pe navă și închis în cala navei de către oamenii de Torpedo. Ambarcațiunea este apoi scufundată în mod voit, în timp ce Dave Speed se dusese după ajutoare. Acuzat că ar fi un polițist corupt și că și-ar fi ucis colegul pentru a nu divulga această informație, Speed este condamnat rapid la pedeapsa cu moartea. 
Filmul reia acțiunea din momentul încercării de execuție a lui Speed pe scaunul electric. El reușește să scape, deși Rosy Labouche i-a adus un buchet de trandafiri roșii în cameră. Dave se aruncă în mare și înoată prapid la vasul Barracuda. El îl găsește pe Dunlop în viață, dar înghețat; Dave își salvează colegul său de pe epavă, cu ajutorul unui balon din gumă de mestecat. Speed reușește să oprească aeronava în care se aflau Torpedo, acoliții acestuia și Rosy Labouche; aceștia o luaseră ca ostatecă pe Evelyn. Aeronava este adusă la sol, iar răufăcătorii sunt arestați. Dunlop se aruncă în gol de pe balonul din gumă de mestecat, dar este salvat de Speed, acesta din urmă prinzându-l datorită superputerilor sale. Cei doi se cufundă în pământ până în China. Filmul se încheie cu nunta lui Dave și a lui Evelyn. Cu toate acestea, Evelyn, încă reticentă în a avea ca soț un supraom, a decis să-și vopsească părul în culoarea roșie.

## Distribuție
- Terence Hill - Dave Speed
- Ernest Borgnine - sergentul Willy Dunlop, partenerul său
- Marc Lawrence - Tony Torpedo
- Joanne Dru - Rosy Labouche, vedeta de cinema
- Lee Sandman - căpitanul McEnroy
- Salvatore Borgese - Paradise
- Herb Goldstein - Silvius
- Julie Gordon - Evelyn, logodnica lui Dave
- BuffyDee - vânzătorul de bilete din parcul de distracții
- Sergio Smacchi - al doilea acolit al lui Torpedo
- Claudio Ruffini - al treilea acolit al lui Torpedo

## Producție
Filmul a fost filmat în mare parte parte la Miami (Florida) și în împrejurimi.